# ジェームズ・ドナルド
ジェームズ・ドナルド（James Donald、1917年5月18日 - 1993年8月3日）は、スコットランド出身の俳優。
スティーブ・マックイーン主演の『大脱走』(1963年) で、イギリス将校ラムゼイ大佐を演じたことで知られる。

## プロフィール

### 生い立ち
スコットランドのアバディーンで、長老派教会の牧師の四男として生まれた。母親は彼が生後18ヶ月のときに亡くなった
。
ランカシャーにあるロッソール学校で教育を受けた。モントリオールのマギル大学に進学したが、喘息のためエジンバラ大学に編入した。もともと教師になるつもりだったが、セドリック・ハードウィックの舞台を見て、俳優になることを志す。ロンドン・シアター・スタジオで2年間勉強し、1938年に舞台デビュー。シェイクスピアの『十二夜』では、マイケル・レッドグレイヴと共演し、『リア王』ではジョン・ギールグッドの代役を務めた。

### 従軍時代
1939年、第二次世界大戦が勃発しイギリス陸軍に入隊を試みたが、医療関係者から兵役不適格とされ軍の慰問機関に所属し、いくつかの戦争映画でマイナーな役を演じた。ノエル・カワードの舞台に出演し名声を得て、1943年にMGMと契約した。
1944年、イギリス陸軍に召喚され、陸軍輜重隊に入隊後、情報部に配属され敵の暗号文の記録係となった。

### 俳優として
戦後、俳優としての活動を再開した。舞台ではジャン・コクトーの『双頭の鷲』に出演、MGMの映画作品にも出演している。『封鎖作戦』では、トレヴァー・ハワードとリチャード・アッテンボローと共演した。『ジェット機M7号』で主役に抜擢され、1954年にジョージ・ブライアン・ブランメルを描いた『騎士ブランメル』でハリウッドデビューを果たした。1965年の『炎の人ゴッホ』で、フィンセント・ファン・ゴッホの弟テオドルス・ファン・ゴッホを演じ話題となった。
1957年、第30回アカデミー賞で作品賞を受賞した『戦場にかける橋』にクリプトン軍医役で出演し、一躍注目を集めた。その後、『ヴァイキング』(1958年)などの大作に出演、1963年には戦争映画の金字塔『大脱走』でラムゼイ大佐を演じ、彼の代表作となる。『巨大なる戦場』(1966年)、『ジョーカー野郎』(1967年)ではいずれも軍人を演じた。
テレビドラマでも活躍し、人気番組「ヒッチコック劇場」にも出演した。

### 晩年
生涯にわたって喘息を患っていたこともあり、1978年に公開されたフィリップ・マーロウの活躍を描く『大いなる眠り』でグレゴリー警部を演じたのを最後に、俳優業を引退した。引退後は、ハンプシャーのブドウ園でワイン造りをしながら余生を過ごした。1993年8月3日、ハンプシャー州ウェスト・タイザリーで胃がんのため亡くなった
。

## 主な映画出演作
- 最後の突撃 (1944年)
- 舞姫夫人 (1948年)
- 封鎖作戦 (1952年)
- ジェット機M7号 (1953年)
- 炎の人ゴッホ (1956年)
- 戦場にかける橋 (1957年)
- ヴァイキング (1958年)
- 山の上の第三の男 (1959年)
- 大脱走 (1963年)
- キング・ラット (1965年)
- 巨大なる戦場 (1966年)
- ジョーカー野郎 (1967年)
- 火星人地球大襲撃 (1967年)